# Cryptus punctorius
Cryptus punctorius är en stekelart som först beskrevs av Fabricius 1787.  Cryptus punctorius ingår i släktet Cryptus och familjen brokparasitsteklar. Inga underarter finns listade i Catalogue of Life.